# Million Voices
Million Voices è un singolo del DJ e produttore svedese Otto Knows. La canzone è stata pubblicata in Belgio come download digitale il 31 maggio 2012 ed è entrata nelle classifiche di Belgio, Paesi Bassi, Regno Unito e Svezia. È stato scritto e prodotto da Otto Knows, ma nei crediti viene usato il suo vero nome Otto Jettman.

## Tracce
Download digitale
1. Million Voices (Radio Edit) – 3:12
2. Million Voices (Extended Mix) – 5:57
3. Million Voices (Torn Remix) – 6:26